# Герої Радянського Союзу — уродженці Черкаської області
У цьому списку представлені, за районами і містами обласного підпорядкування, Герої Радянського Союзу, які народились на території сучасної Черкаської області. Список містить інформацію про дату Указу про присвоєння звання, номер медалі «Золота Зірка» рід військ, посаду та військове звання на час присвоєння звання Героя Радянського Союзу, місце народження, роки життя (дата народження і дата смерті) та місце поховання.
За даними Історії міст і сіл УРСР станом на 1972 рік на території населених пунктів нинішньої Черкаської області народилося 139 Героїв Радянського Союзу, з них двоє (І. Д. Черняховський, І. Н. Степаненко) двічі удостоєні цього звання.
| Фото                         | П. І. Б.                          | Дата Указу Номер нагороди        | Рід військ                 | Посада Звання | Роки життя                          | Роки життя                                                           |
| ---------------------------- | --------------------------------- | -------------------------------- | -------------------------- | --- | ----------------------------------- | -------------------------------------------------------------------- |
| Городищенський район         |                                   |                                  |                            | |                                     |                                                                      |
|                              | Буркут Іван Сидорович             | 13.11.1943 (посмертно)           | піхота                     | командир відділення, сержант                                                                                                 | * 1920, Мліїв                       | † 02.10.1943, Київ                                                   |
|                              | Василенко Микола Григорович       | 13.9.1944 (посмертно)            | піхота                     | стрілець, червоноармієць | * 1911, Городище                    | † 9.4.1944                                                           |
|                              | Гарань Олексій Федорович          | 13.9.1944 № 7 422                | піхота                     | стрілець, червоноармієць | * 1914, Мліїв                       | † 8.12.1969                                                          |
|                              | Лютий Григорій Михайлович         | 10.4.1945 № 8 165                | піхота                     | командир відділення, сержант                                                                                                 | * 21.1.1924, Городище               | † 21.10.1986                                                         |
|                              | Лялько Григорій Григорович        | 13.9.1944 № 4 671                | піхота                     | стрілець, червоноармієць | * 1908, Старосілля                  | † 14.2.1982                                                          |
|                              | Мамай Микола Васильович           | 27.6.1945 (посмертно)            | військово-повітряні сили   | штурман, капітан | * 1914, Городище                    | † 16.4.1945                                                          |
|                              | Медвідь Іван Федосійович          | 10.4.1945                        | танкові війська            | командир батальйону, капітан                                                                                                 | * 12.11.1918, Городище              | † 16.3.1945, Німеччина                                               |
|                              | Погрібний Данило Кононович        | 13.9.1944 № 5 243                | піхота                     | стрілець, червоноармієць | * 1896, Будо-Орловецька             | † 10.4.1965                                                          |
|                              | Ружин Володимир Михайлович        | 18.8.1945 № 8 600                | військово-повітряні сили   | командир ескадрильї, старший лейтенант                                                                                       | * 28.7.1919, Хлистунівка            | † 26.7.1946, Болнісі                                                 |
|                              | Ус Іван Маркіянович               | 13.9.1944 (посмертно)            | піхота                     | кулеметник, червоноармієць                                                                                                   | * 27.5.1924, Дирдин                 | † 1.4.1944, Стинка, Молдова                                          |
|                              | Чуєнко Петро Дмитрович            | 13.9.1944                        | піхота                     | командир розрахунку, сержант                                                                                                 | * 13.2.1912, Петропавлівка          | † 18.1.1945                                                          |
|                              | Штанько Пилип Феофанович          | 13.9.1944 № 2 572                | піхота                     | командир бригади, полковник                                                                                                  | * 2.7.1905, Воронівка               | † 20.4.1993, Мелітополь                                              |
|                              | Яровий Петро Павлович             | 13.9.1944 № 3 753                | піхота                     | стрілець, червоноармієць | * 1.10.1917, Валява                 | † 9.1.1984                                                           |
| Драбівський район            |                                   |                                  |                            | |                                     |                                                                      |
|                              | Гнучий Пантелеймон Панасович      | 13.9.1944 № 4 861                | піхота                     | стрілець, рядовий | * 6.8.1925, Степанівка              | † 31.10.1999, Світловодськ                                           |
|                              | Жагала Віктор Макарович           | 17.10.1943 № 1 901               | артилерія                  | командир бригади, полковник                                                                                                  | * 20.8.1911, Драбів                 | † 18.2.1987, Брянськ                                                 |
|                              | Загородський Михайло Пилипович    | 31.5.1945 № 7 997                | піхота                     | командир полку, полковник | * 18.9.1902, Яворівка               | † 18.11.1965, Київ, Берковецьке кладовище                            |
|                              | Куниця Семен Андрійович           | 10.2.1942 (посмертно)            | військово-повітряні сили   | військовий комісар ескадрильї, старший політрук                                                                              | * 16.3.1914, Великий Хутір          | † 29.8.1941, Одеса                                                   |
|                              | Ластовський Максим Онопрійович    | 29.6.1945 № 8 833                | механізовані війська       | помічник командира взводу, старший сержант                                                                                   | * 20.5.1905, Михайлівка             | † 1.6.1988                                                           |
|                              | Романюк Василь Григорович         | 9.9.1957 № 11 104                | військово-повітряні сили   | заступник начальника відділення, полковник                                                                                   | * 30.1.1910, Драбів                 | † 31.7.1993, Московська область                                      |
|                              | Степаненко Іван Ничипорович       | 13.4.1944 № 3 617 18.8.1945 № 74 | військово-повітряні сили   | заступник командира ескадрильї, старший лейтенант                                                                            | * 13.4.1920, Нехайки                | † 31.5.2007, Черкаси                                                 |
|                              | Солопенко Тимофій Іванович        | 24.3.1945 (посмертно)            | піхота                     | стрілець, рядовий | * 1899, Перервинці                  | † 25.7.1944, Польща                                                  |
|                              | Удод Іван Михайлович              | 20.4.1945 (посмертно)            | морська піхота             | заступник командира відділення, матрос                                                                                       | * 1920, Мехедівка                   | † 28.3.1944, Миколаїв                                                |
| Жашківський район            |                                   |                                  |                            | |                                     |                                                                      |
|                              | Клинківський Олександр Кузьмович  | 17.1.1943                        | піхота                     | командир батальйону, майор                                                                                                   | * 5.6.1912, Тетерівка               | † 6.12.1943                                                          |
|                              | Цвик Степан Степанович            | 18.12.1956 № 10 814              | танкові війська            | командир взводу, лейтенант                                                                                                   | * 1.8.1926, Адамівка                | † 5.9.2006, Горностаївка                                             |
| Звенигородський район        |                                   |                                  |                            | |                                     |                                                                      |
|                              | Гончарук Володимир Андрійович     | 10.2.1943 (посмертно)            | військово-повітряні сили   | стрілець-бомбардир, лейтенант                                                                                                | * 23.3.1918, Чемериське             | † 12.7.1942, Лемболово                                               |
|                              | Любарський Микола Якович          | 17.11.1943 № 2 865               | піхота                     | навідник противотанкової рушниці, червоноармієць                                                                             | * 18.5.1922, Вільховець             | † 18.5.2000                                                          |
|                              | Скляр Григорій Михайлович         | 17.11.1943 № 3 037               | інженерні війська          | командир батальйону, полковник                                                                                               | * 10.1.1906, Шевченкове             | † 22.7.1980, Бобруйськ                                               |
|                              | Стеблівський Олексій Кузьмович    | 27.6.1945 № 7 819                | піхота                     | командир батальйону, майор                                                                                                   | * 27.3.1911, Звенигородка           | † 12.5.1999, Львів, Брюховицьке кладовище                            |
| Золотоніський район          |                                   |                                  |                            | |                                     |                                                                      |
|                              | Андрющенко Яків Трохимович        | 28.2.1944 № 4 541                | артилерія                  | командир дивізіону, капітан                                                                                                  | * 20.9.1920, Матвіївка              | † 28.2.2003, Черкаси                                                 |
|                              | Лисенко Микола Омелянович         | 21.3.1940 № 357                  | військово-політичний склад | політрук | * 1910, Софіївка                    | † 18.1.1943, Ростовська область                                      |
|                              | Педько Василь Федорович           | 26.10.1943 (посмертно)           | інженерні війська          | сапер, єфрейтор | * 1920, Коврай Другий               | † 25.9.1943, Орлик                                                   |
|                              | Рибалко Василь Іванович           | 13.9.1944 № 4 677                | піхота                     | командир розрахунку, сержант                                                                                                 | * 29.8.1921, Дібрівка               | † 20.5.2005, Черкаси                                                 |
|                              | Світличний Григорій Лаврентійович | 1.5.1943 № 1 016                 | військово-повітряні сили   | командир ланки, лейтенант | * 1.5.1919, Дмитрівка               | † 24.4.1992                                                          |
|                              | Сукач Микола Архипович            | 24.3.1945 (посмертно)            | піхота                     | командир батальйону, майор                                                                                                   | * 19.12.1919, Лукашівка             | † 25.7.1944, Латвія                                                  |
|                              | Чорний Ілля Григорович            | 20.12.1943 № 1 516               | інженерні війська          | понтонер-моторист, єфрейтор                                                                                                  | * 22.8.1913, Гельмязів              | † 13.1.1989                                                          |
| Кам'янський район            |                                   |                                  |                            | |                                     |                                                                      |
|                              | Дриженко Іван Олексійович         | 26.10.1943 № 1 506               | інженерні війська          | командир роти, старший лейтенант                                                                                             | * 6.1.1916, Олянине                 | † 27.3.1973, Московська область                                      |
|                              | Конякін Олександр Федорович       | 25.8.1944 (посмертно)            | піхота                     | командир батальйону, капітан                                                                                                 | * 1915, Грушківка                   | † 9.3.1944, похований в Луцьку                                       |
|                              | Мірошніченко Сергій Олесійович    | 24.3.1945 № 7 322                | піхота                     | розвідник, червоноармієць | * 12.10.1912, Копійчана             | † 24.5.1957, Сміла                                                   |
|                              | Чекаль Кузьма Хомич               | 13.9.1944 (посмертно)            | піхота                     | розвідник, червоноармієць | * 23.7.1915, Райгород               | † 21.3.1944, Дрокія                                                  |
| Канівський район             |                                   |                                  |                            | |                                     |                                                                      |
|                              | Голодняк Петро Михайлович         | 29.6.1945 № 6 342                | військово-повітряні сили   | штурман, майор | * 6.10.1910, Бересняги              | † 30.10.1979, Луцьк                                                  |
|                              | Голубець Іван Карпович            | 14.6.1942 (посмертно)            | військово-морські сили     | кермовий катера, старший червонофлотець                                                                                      | * 8.5.1916, Ліпляве                 | † 25.3.1942, Севастополь                                             |
|                              | Зорін Іван Митрофанович           | 24.3.1945 № 5 380                | артилерія                  | командир дивізіону, капітан                                                                                                  | * 22.9.1919, Яблунів                | † 30.11.2004, Трипілля                                               |
|                              | Календюк Іван Хрисанфович         | 26.4.1944 № 2 416                | механізовані війська       | командир бронетранспортера, старший сержант                                                                                  | * 1.1.1922, Грищинці                | † 22.4.1995                                                          |
|                              | Литвиненко Трохим Опанасович      | 2.1.1944 № 4 316                 | військово-повітряні сили   | штурман, майор | * 17.10.1910, Степанці              | † 14.9.1963, Байкове кладовище                                       |
|                              | Петренко Григорій Олексійович     | 21.7.1942 (посмертно)            | піхота                     | стрілець, червоноармієць | * 22.11.1909, Черниші               | † 16.11.1941, Московська область                                     |
|                              | Петриченко Іван Михайлович        | 24.3.1945                        | піхота                     | кулеметник, червоноармієць                                                                                                   | * 1907, Пшеничники                  | † пропав безвісти у грудні 1944 року                                 |
|                              | Плисюк Микола Юхимович            | 10.4.1945 № 6 566                | артилерія                  | командир полку, підполковник                                                                                                 | * 21.12.1913, Степанці              | † 19.5.1971, Курськ, Нікітське кладовище                             |
|                              | Потужний Микола Никодимович       | 15.1.1944 (посмертно)            | артилерія                  | командир роти, капітан | * 15.3.1919, Горобіївка             | † 30.9.1943, Брянська область                                        |
|                              | Сонцев Михайло Степанович         | 19.4.1945 (посмертно)            | танкові війська            | командир роти, старший лейтенант                                                                                             | * 20.6.1922, Ковалі                 | † 14.1.1945, Ружани (Польща)                                         |
|                              | Хоменко Іван Федотович            | 13.9.1944 № 4 680                | піхота                     | командир відділення, старшина                                                                                                | * 28.5.1920, Буда-Горобіївська      | † 10.2.1984                                                          |
|                              | Чупилко Михайло Купріянович       | 23.8.1944 (посмертно)            | піхота                     | механік-водій САУ, старшина                                                                                                  | * 15.8.1913, Горобіївка             | † 24.7.1944, Береза                                                  |
|                              | Шпак Петро Савелійович            | 24.3.1945 № 8 931                | піхота                     | стрілець, червоноармієць | * 15.6.1915, Горобіївка             | † 10.4.1977, Таганча                                                 |
|                              | Шумський Костянтин Мефодійович    | 2.8.1944 № 4 291                 | військово-повітряні сили   | командир ескадрильї, майор                                                                                                   | * 18.3.1908, Черниші                | † 23.71.1991, Троєкуровське кладовище                                |
| Катеринопільський район      |                                   |                                  |                            | |                                     |                                                                      |
|                              | Ніковський Микола Тарасович       | 18.12.1956 № 10 808              | танкові війська            | командир полку, підполковник                                                                                                 | * 23.12.1917, Єлизаветка            | † 20.11.1997                                                         |
|                              | Олійников Василь Семенович        | 27.6.1945 № 7 898                | військово-повітряні сили   | командир ланки, лейтенант | * 29.12.1920, Катеринопіль          | † 17.9.1946, Відень                                                  |
|                              | Поліщук Спиридон Кирилович        | 29.6.1945 № 4 787                | піхота                     | командир батальйону, майор                                                                                                   | * 20.12.1916, Кайтанівка            | † 21.2.2002, Челябінська область                                     |
|                              | Цисельський Михайло Петрович      | 6.3.1945 № 5 083                 | військово-повітряні сили   | дублер штурмана ескадрильї, капітан                                                                                          | * 20.5.1909, Стійкове               | † 3.11.1989, Київ, Корчуватське кладовище                            |
|                              | Шевченко Григорій Іванович        | 31.5.1945 № 6 468                | піхота                     | командир роти, капітан | * 1.5.1922, Петраківка              | † 21.8.1984                                                          |
| Корсунь-Шевченківський район |                                   |                                  |                            | |                                     |                                                                      |
|                              | Бровченко Іван Никонович          | 13.9.1944 № 4 681                | піхота                     | стрілець, червоноармієць | * 25.10.1925, Саморідня             | † 17.5.1996, Одеса, Таїровське кладовище                             |
|                              | Дяченко Микола Сидорович          | 10.4.1945 (посмертно)            | піхота                     | командир роти, старший лейтенант                                                                                             | * 20.2.1921, Вільхівчик             | † 24.1.1945, Шрейберсдорф                                            |
|                              | Дуплій Сергій Прокопович          | 10.4.1945 № 3 814                | військово-повітряні сили   | флаг-штурман, майор | * 6.10.1904, Сидорівка              | † 24.1.1945, Москва, Донське кладовище                               |
|                              | Леонченко Микола Костянтинович    | 7.4.1940 № 309                   | військово-повітряні сили   | командир ланки, капітан | * 25.8.1912, Корсунь-Шевченківський | † 20.12.1940, Кузнецьк                                               |
|                              | Попович Григорій Данилович        | 14.9.1945 № 8 986                | військово-повітряні сили   | помічник командира полку, майор                                                                                              | * 23.4.1905, Моринці                | † 24.9.1966, Херсон                                                  |
|                              | Руденко Михайло Климович          | 13.9.1944 № 4 669                | піхота                     | стрілець, червоноармієць | * 1.9.1898, Селище                  | † 25.2.1980                                                          |
|                              | Фесенко Василь Пилипович          | 13.9.1944 (посмертно)            | піхота                     | кулеметник, червоноармієць                                                                                                   | * 5.10.1921, Пішки                  | † 6.4.1944, Фресулень                                                |
| Лисянський район             |                                   |                                  |                            | |                                     |                                                                      |
|                              | Совенко Яким Онопрійович          | 10.4.1945 (посмертно)            | піхота                     | командир батальйону, майор                                                                                                   | * 6.9.1914, Хижинці                 | † 27.1.1945, Росьціславіце (Польща)                                  |
|                              | Тищик Євген Костянтинович         | 13.9.1944 (посмертно)            | танкові війська            | командир роти, старший лейтенант                                                                                             | * 8.9.1919, Чеснівка                | † 10.3.1944, Умань                                                   |
|                              | Химич Василь Сидорович            | 26.10.1943 № 1 406               | стрілецькі війська         | телефоніст, рядовий | * 25.3.1907, Брідок                 | † 21.5.1951, Лисянка                                                 |
|                              | Яровий Пилип Степанович           | 23.11.1942 (посмертно)           | військово-повітряні сили   | командир ескадрільї, лейтенант                                                                                               | * 1919, Порадівка                   | † 12.9.1942                                                          |
| Маньківський район           |                                   |                                  |                            | |                                     |                                                                      |
|                              | Богайчук Степан Романович         | 16.11.1943 № 1 657               | артилерія                  | командир батареї, старший лейтенант                                                                                          | * 17.4.1919, Паланочка              | † 17.7.1998                                                          |
|                              | Дробаха Анатолій Іванович         | 24.3.1945 № 5 649                | артилерія                  | командир гармати, старшина                                                                                                   | * 19.10.1924, Русалівка             | † 8.12.1984, Черкаси                                                 |
|                              | Кобець Семен Павлович             | 24.3.1945 № 7 699                | піхота                     | командир взводу, лейтенант                                                                                                   | * 15.2.1922, Вікторівка             | † 24.11.1973, Вікторівка                                             |
|                              | Кротюк Василь Купріянович         | 17.10.1943 № 1 100               | піхота                     | командир полку, підполковник                                                                                                 | * 14.1.1910, Добра                  | † 2.3.1983, Київ, Лук'янівський військовий цвинтар                   |
|                              | Подзігун Володимир Пилипович      | 22.8.1944 № 3 870                | артилерія                  | командир відділення, старший сержант                                                                                         | * 11.4.1923, Березівка              | † 28.4.2001, Біла Церква                                             |
|                              | Скусніченко Яків Соловейович      | 17.10.1943 (посмертно)           | піхота                     | заступник командира батальйону, капітан                                                                                      | * 5.2.1914, Русалівка               | † 30.9.1943, Козелецький район                                       |
|                              | Танцюра Іван Лазарович            | 24.3.1945 № 6 375                | піхота                     | командир батальйону, капітан                                                                                                 | * 22.6.1920, Добра                  | † 8.11.1985, Тимашевський район                                      |
|                              | Шевченко Михайло Степанович       | 15.5.1946 № 8 998                | кавалерія                  | командир полку, підполковник                                                                                                 | * 22.5.1911, Чорна Кам'янка         | † 5.9.1992, Новоград-Волинський                                      |
| Монастирищенський район      |                                   |                                  |                            | |                                     |                                                                      |
|                              | Дзигунський Михайло Якович        | 24.3.1945 (посмертно)            | піхота                     | командир взводу, лейтенант                                                                                                   | * 15.5.1921, Цибулів                | † 7.5.1944, Сапун-гора, Севастополь                                  |
|                              | Мільнер Рафаїл Ісайович           | 15.1.1944 № 2 807                | піхота                     | заступник командира полку, підполковник                                                                                      | * 20.12.1910, Монастирище           | † 4.7.1979, Харків, Харківське кладовище № 2                         |
|                              | Пахолюк Іван Арсентійович         | 16.11.1943 № 2 945               | артилерія                  | командир дивізіону, капітан                                                                                                  | * 22.9.1916, Цибулів                | † 14.7.1967                                                          |
|                              | Фуковський Олександр Васильович   | 17.101.1943 № 1 226              | артилерія                  | командир роти, лейтенант | * 1.10.1920, Зарубинці              | † 2.5.1997, Москва, Троєкурівський цвинтар                           |
| Сміла                        |                                   |                                  |                            | |                                     |                                                                      |
|                              | Краснокутський Хаїм Меєрович      | 21.3.1940 № 346                  | піхота                     | командир батальйону, капітан                                                                                                 | * 1.5.1904                          | † 15.8.1982, Лук'янівський військовий цвинтар                        |
|                              | Сенатор Василь Трохимович         | 18.9.1943 № 1 738                | військово-повітряні сили   | штурман ланки, капітан | * 8.1.1921                          | † 29.9.1944, Меморіал вічної слави (Луцьк)                           |
|                              | Штерн Григорій Михайлович         | 29.8.1939 № 154                  | сухопутні війська          | керівник фронтового управління, командарм другого рангу                                                                      | * 6.8.1900                          | † 28.10.1941, Барбиш                                                 |
| Смілянський район            |                                   |                                  |                            | |                                     |                                                                      |
|                              | Біганенко Ничипір Ілліч           | 31.5.1945 № 7 378                | артилерія                  | командир полку, підполковник                                                                                                 | * 23.6.1914, Плескачівка            | † 27.6.1977, Лук'янівський військовий цвинтар                        |
|                              | Буц Андрій Федорович              | 13.9.1944 № 4 670                | піхота                     | стрілець, червоноармієць | * 1923, Балаклея                    | † 18.10.1948                                                         |
|                              | Гриб Михайло Іванович             | 23.10.1942 № 716                 | військово-повітряні сили   | командир ланки, старший лейтенант                                                                                            | * 2.10.1919, Плескачівка            | † 11.8.2003, Ростов-на-Дону, Північне кладовище                      |
|                              | Мартиненко Іван Назарович         | 24.3.1945 (посмертно)            | військово-повітряні сили   | заступник командира полку, майор                                                                                             | * 20.1.1915, Березняки              | † 27.10.1944, Єлгава                                                 |
|                              | Ткаченко Никанор Корнійович       | 24.3.1945 (посмертно)            | піхота                     | заступник командира полку, майор                                                                                             | * 14.8.1912, Залевки                | † 19.11.1944                                                         |
|                              | Чередниченко Леонід Григорович    | 10.4.1945 № 4 833                | артилерія                  | начальник артилерії, майор                                                                                                   | * 5.11.1921, Плескачівка            | † 1.2.1990, Сімферополь                                              |
| Тальнівський район           |                                   |                                  |                            | |                                     |                                                                      |
|                              | Двохбабний Ісак Шаєвич            | 16.5.1944 (посмертно)            | артилерія                  | навідник гарматии, сержант                                                                                                   | * 2.4.1922, Тальне                  | † 5.11.1943, Керч                                                    |
|                              | Діденко Данило Григорович         | 21.3.1940 № 425                  | танкові війська            | командир танка, старшина | * 24.12.1916, Майданецьке           | † 20.9.1973, Харків, кладовище № 2                                   |
|                              | Заверталюк Яків Гаврилович        | 15.1.1944 № 6 640                | піхота                     | командир відділення, старший сержант                                                                                         | * 27.9.1919, Глибочок               | † 14.12.1969, Дніпропетровськ, Запорізьке кладовище                  |
|                              | Заклепа Кирило Петрович           | 19.4.1945 № 6 243                | військово-повітряні сили   | командир дивізії, підполковник                                                                                               | * 14.2.1906, Поташ                  | † 30.11.1972, Київ, Лук'янівське військове кладовище                 |
|                              | Захарчук Олександр Ананійович     | 3.6.1944 № 3 717                 | інженерні війська          | сапер, червоноармієць | * 24.11.1911, Майданецьке           | † 6.9.1981                                                           |
|                              | Кротт В'ячеслав Миколайович       | 24.3.1945 № 5 747                | механізовані війська       | командир батальйону, капітан                                                                                                 | * 14.2.1922, Веселий Кут            | † 23.4.1975, Лук'янівський військовий цвинтар                        |
|                              | Палій Федір Прокопович            | 19.4.1945 № 6 122                | військово-повітряні сили   | командир полку, майор | * 5.6.1916, Кобринове               | † 15.9.1996, Черкаси                                                 |
|                              | Франчук Карпо Якович              | 18.8.1945 № 8 879                | військово-повітряні сили   | штурман авіаескадрильї, капітан                                                                                              | * 15.10.1915, Вишнопіль             | † 29.11.1956, Вишнопіль                                              |
|                              | Шляхтич Олексій Костянтинович     | 27.2.1945 № 7 430                | піхота                     | командир взводу, лейтенант                                                                                                   | * 17.3.1924, Антонівка              | † 22.12.1981, Берковецький цвинтар                                   |
|                              | Юрченко Петро Хомович             | 21.3.1940 № 444                  | танкові війська            | командир взводу, лейтенант                                                                                                   | * 21.3.1913, Білашки                | † 29.11.2002, Москва, Троєкуровське кладовище                        |
| Умань                        |                                   |                                  |                            | |                                     |                                                                      |
|                              | Бердичевський Леонід Опанасович   | 24.3.1945 (посмертно)            | піхота                     | заступник командира полку, підполковник                                                                                      | * 24.3.1908                         | † 31.7.1944, Латвія                                                  |
|                              | Кудерський Панас Йович            | 16.5.1944 № 3 795                | військово-морський флот    | командир загону торпедних катерів, капітан-лейтенант                                                                         | * 2.5.1904                          | † 23.5.1966, Севастополь                                             |
|                              | Радзієвський Олексій Іванович     | 21.2.1978 № 11 294               | генералітет                | військовий інспектор-радник, генерал армії                                                                                   | * 13.8.1911                         | † 30.8.1979, Москва, Новодівочий цвинтар                             |
|                              | Шиндер Арон Овсійович             | 27.2.1945 № 5 639                | інженерні війська          | помічник командира взводу, сержант                                                                                           | * 23.10.1911                        | † 22.10.1984                                                         |
| Уманський район              |                                   |                                  |                            | |                                     |                                                                      |
|                              | Зеленюк Йосип Павлович            | 27.6.1945 (посмертно)            | артилерія                  | командир взводу, лейтенант                                                                                                   | * 29.12.1914, Кочержинці            | † 30.4.1945, Німеччина                                               |
|                              | Корчак Йосип Павлович             | 24.12.1943 (посмертно)           | артилерія                  | начальник штабу, майор | * 8.11.1914, Гродзеве               | † 13.10.1943, загинув в Миронівському районі, похований в Гродзевому |
|                              | Левченко Дорофій Тимофійович      | 25.10.1938 № 90                  | піхота                     | командир роти, старший лейтенант                                                                                             | * 25.10.1911, Посухівка             | † 15.8.1941 Свічлоч                                                  |
|                              | Литвинюк Федір Григорович         | 10.1.1944                        | піхота                     | помічник командира взводу, старший сержант                                                                                   | * 1910, Рижавка                     | † 6.2.1944 Біла Церква                                               |
|                              | Лобода Тимофій Тимофійович        | 17.10.1943 № 2 777               | піхота                     | помічник начальника штабу, капітан                                                                                           | * 10.7.1922, Оксанина               | † 10.2.1994 Твер                                                     |
|                              | Пархоменко Ничипір Михайлович     | 22.7.1944 (не вручено)           | піхота                     | командир відділення, старший сержант                                                                                         | * 26.12.1919, Косенівка             | † 15.7.1944 Зарасай                                                  |
|                              | Перевертнюк Охрім Климович        | 10.4.1945 № 4 794                | піхота                     | командир взводу, лейтенант                                                                                                   | * 15.5.1915, Степківка              | † 17.12.1980 Степківка                                               |
|                              | Садовський Юрій Володимирович     | 27.6.1945 № 8 731                | артилерія                  | розвідник, капітан | * 7.4.1920, Кочержинці              | † 27.1.2006 Нижній Новгород, Марьїна роща                            |
|                              | Черняховський Іван Данилович      | 17.10.1943 № 1 922 29.7.1944     | сухопутні війська          | командувач 60-ю армією Воронезького фронту, генерал-лейтенант; командувач військами 3-го Білоруського фронту, генерал армії. | * 29.6.1906, Оксанина               | † 18.2.1945 Східна Пруссія, Новодівочий цвинтар                      |
| Христинівський район         |                                   |                                  |                            | |                                     |                                                                      |
|                              | Гриб Андрій Андрійович            | 21.9.1943 № 3 922                | артилерія                  | командир батареї, капітан | * 15.8.1921, Шельпахівка            | † 19.7.2000, Київ, Берковецьке кладовище                             |
|                              | Дмитрик Петро Федосійович         | 24.3.1945 № 5 581                | піхота                     | командир відділення, сержант                                                                                                 | * 15.1.1901, Ягубець                | † 24.3.1982                                                          |
|                              | Драченко Іван Григорович          | 26.10.1944 № 4 618               | військово-повітряні сили   | старший льотчик, старший лейтенант                                                                                           | * 15.11.1922, Велика Севастянівка   | † 16.11.1994, Київ, Байкове кладовище                                |
|                              | Линчук Олександр Титович          | 15.1.1944 № 7 311                | піхота                     | стрілець, червоноармієць | * 22.4.1925, Розсішки               | † 31.8.2011                                                          |
|                              | Тищенко Олександр Трохимович      | 15.1.1944 № 9 012                | військово-повітряні сили   | штурман, капітан | * 20.11.1916, Шельпахівка           | † 8.4.1976, Моніно, Гарнізонне кладовище                             |
| Черкаси                      |                                   |                                  |                            | |                                     |                                                                      |
|                              | Атамановський Петро Юхимович      | 24.3.1945 (посмертно)            | піхота                     | командир кулеметктного розрахунку, старший сержант                                                                           | * 1899                              | † 30.1.1945, Скуодас, Литва                                          |
|                              | Воіншин Юхим Андрійович           | 24.3.1945 № 6 167                | артилерія                  | командир гармати, старший сержант                                                                                            | * 22.10.1920                        | † 10.1.1982                                                          |
|                              | Кириченко Іван Федорович          | 6.4.1945 № 6 413                 | танкові війська            | командир корпусу, генерал-лейтенант                                                                                          | * 22.1.1902                         | † 23.9.1981, Москва, Введенське кладовище                            |
|                              | Кульбашний Сидір Захарович        | 24.3.1945                        | піхота                     | командир розрахунку, старший сержант                                                                                         | * 15.5.1911                         | † 1947                                                               |
|                              | Куперштейн Ізраїль Григорович     | 10.1.1944 № 2 086                | танкові війська            | командир танка, лейтенант | * 14.8.1915                         | † 16.3.1995, Челябінськ, Успенське кладовище                         |
|                              | Рувинський Веніамін Абрамович     | 1.11.1943 № 1 957                | інженерні війська          | командир батальйону, капітан                                                                                                 | * 1.5.1919                          | † 24.6.2001, Москва, Ваганьковське кладовище                         |
|                              | Якубовський Ізраїль Семенович     | 16.5.1944 (посмертно)            | піхота                     | командир взводу, молодший лейтенант                                                                                          | * 26.10.1924                        | † 10.4.1944, Биховський район Могильовської області                  |
| Черкаський район             |                                   |                                  |                            | |                                     |                                                                      |
|                              | Брик Григорій Явдокимович         | 10.4.1945 № 6 046                | піхота                     | командир мінометної роти, капітан                                                                                            | * 20.11.1915, Худяки                | † 16.2.1983, Худяки                                                  |
|                              | Гуріненко Микита Трохимович       | 13.9.1944 (посмертно)            | піхота                     | кулеметник, червоноармієць                                                                                                   | * 15.4.1916, Леськи                 | † 28.4.1944, Румунія                                                 |
|                              | Запорожець Сергій Степанович      | 13.9.1944 № 4 673                | піхота                     | мінометник, червоноармієць                                                                                                   | * 25.3.1923, Вергуни                | † 3.12.2001, Вергуни                                                 |
|                              | Нездолій Кузьма Павлович          | 24.3.1945 № 6 171                | піхота                     | комсорг батальйону, молодший лейтенант                                                                                       | * 14.11.1923, Кумейки               | † 7.5.2010, Полтава, Центральне кладовище                            |
|                              | Небилиця Василь Іванович          | 23.10.1943 № 2 357               | інженерні війська          | сапер, червоноармієць | * 15.4.1910, Яснозір'я              | † 1.2.1945, Лінкенау                                                 |
|                              | Сидоренко Марко Лук'янович        | 28.9.1943 № 1 230                | військово-повітряні сили   | командир ланки, лейтенант | * 2.8.1915, Дубіївка                | † 27.3.1945, Мигалово (передмістя Твері)                             |
|                              | Стрижаченко Олексій Абрамович     | 19.3.1944 № 3 275                | піхота                     | командир батальйлну, капітан                                                                                                 | * 17.3.1911, Білозір'я              | † 3.3.1989                                                           |
|                              | Супрун Василь Якович              | 19.3.1944 № 7 349                | артилерія                  | командир полку, підполковник                                                                                                 | * 22.3.1913, Мошни                  | † 30.9.1996, Москва, Ракитки                                         |
|                              | Тертишний Петро Вакулович         | 23.10.1943 № 2 023               | піхота                     | командир дивізії, генерал-майор                                                                                              | * 15.2.1899, Степанки               | † 4.3.1997, Київ, Лісове кладовище                                   |
|                              | Хоменко Іван Антонович            | 18.11.1944 № 5 250               | артилерія                  | командир батареї, старший лейтенант                                                                                          | * 17.2.1923, Степанки               | † 1.1.2006, Красноград                                               |
|                              | Чмиренко Микола Романович         | 18.11.1944                       | піхота                     | помічник командира взводу, старший сержант                                                                                   | * 1917, Білозір'я                   | † 20.11.1943                                                         |
| Чигиринський район           |                                   |                                  |                            | |                                     |                                                                      |
|                              | Дейнеженко Михайло Ничипорович    | 10.4.1945 № 7 830                | артилерія                  | командир батареї, капітан | * 10.10.1915, Розсошинці            | † 15.7.1977                                                          |
| Чорнобаївський район         |                                   |                                  |                            | |                                     |                                                                      |
|                              | Давиденко Григорій Іванович       | 22.1.1944 № 2 918                | військово-повітряні сили   | штурман ланки, лейтенант | * 17.4.1921, Старий Коврай          | † 8.5.1945, Лієпая                                                   |
|                              | Литовченко Степан Онуфрійович     | 24.3.1944 № 3 764                | піхота                     | командир батальйону, майор                                                                                                   | * 16.12.1909, Лящівка               | † 23.6.1969, Іркліїв                                                 |
|                              | Мигаль Андрій Іванович            | 25.10.1943 № 1 158               | піхота                     | командир роти, старший лейтенант                                                                                             | * 2.7.1910, Васютинці               | † 17.11.1963, Васютинці                                              |
|                              | Орел Іван Якович                  | 25.9.1944 (посмертно)            | артилерія                  | командир батареї, капітан | * 8.2.1914, Кліщинці                | † 27.6.1944, Воротинь                                                |
|                              | Скитиба Борис Якович              | 25.10.1943 № 1 684               | війська зв'язку            | командир взводу, лейтенант                                                                                                   | * 5.8.1913, Хрестителеве            | † 23.9.1976, Лісове кладовище                                        |
|                              | Устименко Степан Якович           | 26.4.1944 № 2 419                | механізовані війська       | в. о. командира роти, молодший лейтенант                                                                                     | * 27.5.1917, Крутьки                | † 20.4.1945, Ландсберг (Німеччина)                                   |
|                              | Шабанов Василь Прокопович         | 17.10.1943 № 1 099               | піхота                     | командир полку, підполковник                                                                                                 | * 24.3.1905, Велика Бурімка         | † 20.1.1963, Хабаровськ                                              |
|                              | Шмиг Іван Миколайович             | 15.5.1946 № 7 084                | піхота                     | командир відділення, молодший сержант                                                                                        | * 27.11.1923, Чорнобай              | † 19.8.1984                                                          |
| Шполянський район            |                                   |                                  |                            | |                                     |                                                                      |
|                              | Бойко Василь Романович            | 7.4.1940 № 305                   | військово-політичний склад | начальник оргпартчастини, старший політрук                                                                                   | * 28.2.1907, Водяне                 | † 03.4.1996, Москва, Ваганьковське кладовище                         |
|                              | Костенко Антін Миколайович        | 16.10.1943 (посмертно)           | військова розвідка         | командир роти, капітан | * 8.1.1918, Нечаєве                 | † 5.9.1943, похований в Нових Млинах                                 |
|                              | Кунець Олександр Миколайович      | 31.5.1945 № 7 074                | механізовані війська       | кулеметник, сержант | * 31.8.1924, Шпола                  | † 30.5.1988, Івано-Франківськ                                        |
|                              | Лисенко Іван Йосипович            | 31.5.1945 № 6 222                | військово-повітряні сили   | заступник командира ескадрильї, старший лейтенант                                                                            | * 10.8.1918, Іскрене                | † 14.8.2000, Київ, Берковецьке кладовище                             |
|                              | Морозов Іван Олександрович        | 21.2.1945 № 8 252                | артилерія                  | командир батареї, капітан | * 14.1.1920, Лебедин                | † 22.3.2010, Москва, Ваганьковське кладовище                         |
|                              | Поліщук Іван Іванович             | 20.12.1943                       | артилерія                  | командир батареї, лейтенант                                                                                                  | * 12.12.1918, Лип'янка              | † 31.10.1943, пропав безвісти                                        |
|                              | Тирса Володимир Геронтійович      | 27.6.1945 № 7 642                | танкові війська            | командир роти, лейтенант | * 15.7.1923, Антонівка              | † 15.10.2009, Троєкурівський цвинтар                                 |
|                              | Тур'ян Пінхус Григорович          | 19.3.1944 № 1 944                | військово-політичний склад | парторг, капітан | * 20.4.1896, Лебедин                | † 30.8.1976, Берковецький цвинтар                                    |
|                              | Цибульський Микола Степанович     | 3.6.1944 (посмертно)             | піхота                     | командир батальйону, майор                                                                                                   | * 1920, Товмач                      | † 30.11.1943, Товмач                                                 |
|                              | Юрченко Федір Сергійович          | 10.2.1943 № 882                  | військово-повітряні сили   | штурман ескадрильї, капітан                                                                                                  | * 21.2.1913, Топильна               | † 16.10.1943, Москва, Преображенське кладовище                       |